# Daha Selatan
Daha Selatan (indonez. Kecamatan Daha Selatan) – kecamatan w kabupatenie Hulu Sungai Selatan w prowincji Borneo Południowe w Indonezji.
Kecamatan ten graniczy od północy z kecamatanem Daha Utara, od wschodu z kecamatanem Kandangan, od południowego wschodu z kecamatanami Simpur i Kalumpang, od południowego zachodu z kabupatenem Tapin i kecamatanem Daha Barat, a od zachodu z kabupatenem Tapin.
W 2010 roku kecamatan ten zamieszkiwało 39 348 osób, z których 11 847 stanowiła ludność miejska, a 27 501 wiejska. Mężczyzn było 19 718, a kobiet 19 630. 39 338 osób wyznawało islam.
Znajdują się tutaj miejscowości: Banjar Baru, Banua Hanyar, Baruh Jaya, Bayanan, Habirau, Habirau Tengah, Muning Baru, Muning Dalam, Muning Tengah, Pandan Sari, Parigi, Pihanin Raya, Samuda, Sungai Pinang, Tambangan, Tumbukan Banyu.